# Alamanda Motuga
Pas d'image ? Cliquez ici

a Compétitions nationales et continentales officielles uniquement.

b Matchs officiels uniquement.
Dernière mise à jour le 8 août 2024.
Alamanda Motuga, né le 11 septembre 1994, est un joueur de rugby à XV et rugby à sept international samoan, évoluant au poste de troisième ligne aile. Il joue avec la province néo-zélandaise des Counties Manukau en NPC depuis 2020, et avec la franchise des Moana Pasifika en Super Rugby depuis 2022.

## Biographie
Après être passé par le lycée de Manurewa dans la banlieue d'Auckland en Nouvelle-Zélande, Alamanda Motuga commence à jouer avec le club de rugby local, le Manurewa RFC, dans le championnat amateur de la fédération des Counties Manaukau,. Il joue également au rugby à sept avec l'équipe des Auckland Marist.
En février 2016, il est retenu avec l'équipe des Samoa de rugby à sept pour disputer les étapes de Las Vegas et Vancouver dans le cadre des World Rugby Sevens Series,. Au mois de mai de la même année, il fait partie du groupe samoan qui remporte le Paris Sevens 2016, ce qui est la première victoire samoane dans un tournoi depuis 2012,. Toujours en 2016, il participe au tournoi de qualification olympique de Monaco.
Avec la sélection samoane à sept, il dispute cinq éditions des Sevens Series, ainsi que les Jeux du Commonwealth de 2018 et la Coupe du monde 2018. Il joue un total de 184 rencontres, et inscrit 60 essais (300 points).
Au mois de juillet 2019, il est sélectionné pour la première fois avec l'équipe des Samoa à XV pour disputer la Pacific Nations Cup. Il connait sa première sélection le 27 juillet 2019 à l’occasion d’un match contre l'équipe des Tonga à Apia.
Initialement non retenu pour disputer la Coupe du monde 2019, il rejoint les Manu Samoa en cours de compétition en remplacement d'Afa Amosa blessé lors du premier match de poule,. Il ne dispute cependant aucune rencontre lors de la compétition.
En 2020, après que la saison de rugby à sept la saison ne soit interrompue à cause de la pandémie de Covid-19, il rejoint la province néo-zélandaise des Counties Manukau en NPC. Il effectue une bonne première saison avec sa nouvelle équipe, en inscrivant cinq essais en huit matchs, dont un triplé contre Manawatu,.
En novembre 2020, il est retenu avec les Moana Pasifika, qui est alors une sélection représentant les îles du Pacifique, pour affronter les Māori All Blacks le 5 décembre 2020. Il inscrit un essai lors de la rencontre, qui est perdue par son équipe sur le score de 28 à 21.
En 2022, il rejoint à nouveau les Moana Pasifika, qui sont entre-temps devenus une franchise et qui viennent de faire leur entrée en Super Rugby.  Il joue son premier match le 4 mars 2022 contre les Crusaders. Il joue un total de huit matchs lors de la saison.
En juin 2023, il est retenu dans le groupe samoan de 40 joueurs sélectionné pour préparer la Coupe du monde 2023. Le 6 août 2023, il est annoncé au sein du groupe définitif pour participer au Mondial en France. Il joue deux matchs comme remplaçant lors de la compétition, face au Japon et à l'Angleterre.
Il fait son retour avec la sélection samoane à sept en juillet 2024 pour participer aux Jeux olympiques de Paris. Son équipe termine à la dixième place du tournoi.

## Palmarès

### En équipe nationale

#### Rugby à XV
- 6 sélection depuis 2019[23].
- 10 points (2 essais).

- Participation à la Coupe du monde en 2019 (0 match) et 2023 (2 matchs).

#### Rugby à sept
- Vainqueur du Paris Sevens 2016 avec l'équipe des Samoa à sept.